# Vilnenska, Nîjni Sirohozî
Vilnenska (în ucraineană Вільненська) este o comună în raionul Nîjni Sirohozî, regiunea Herson, Ucraina, formată numai din satul de reședință.

## Demografie
Componența lingvistică a comunei Vilnenska
     Ucraineană (81,78%)
     Rusă (6,57%)
     Alte limbi (0,63%)
Conform recensământului din 2001, majoritatea populației comunei Vilnenska era vorbitoare de ucraineană (81,78%), existând în minoritate și vorbitori de rusă (6,57%).